# Parque Centenario (Bogotá)
El parque Centenario fue un parque de Bogotá inaugurado el 24 de julio de 1883 para conmemorar el primer centenario del nacimiento de Simón Bolívar. Se encontraba en la actual localidad de Santa Fe, en las inmediaciones de la iglesia de San Diego, en la plazuela del mismo nombre, y del Parque de la Independencia. En 1926 fue remodelado durante el gobierno de Pedro Nel Ospina. En 1949 fue destruido para excavar el viaducto de la avenida 26.

## Historia
A principios del siglo XVII, el terreno donde se encontraban el parque y la antigua recoleta de San Diego era una finca de recreo llamada La Burburata. En 1606, la Orden de San Francisco compró en mil cien pesos los terrenos donde construyó su iglesia. Durante siglos, este templo y la adyacente quebrada de San Diego fueron los referentes urbanos del norte de la Santafe colonial.

Hasta finales del siglo XVIII, la zona fue una plazuela "agreste y solitaria" conocida como explanada de San Diego y sirvió como escenario de bailes y fiestas populares. A su vez, sirvió como punto de partida de desfiles religioso y militares.

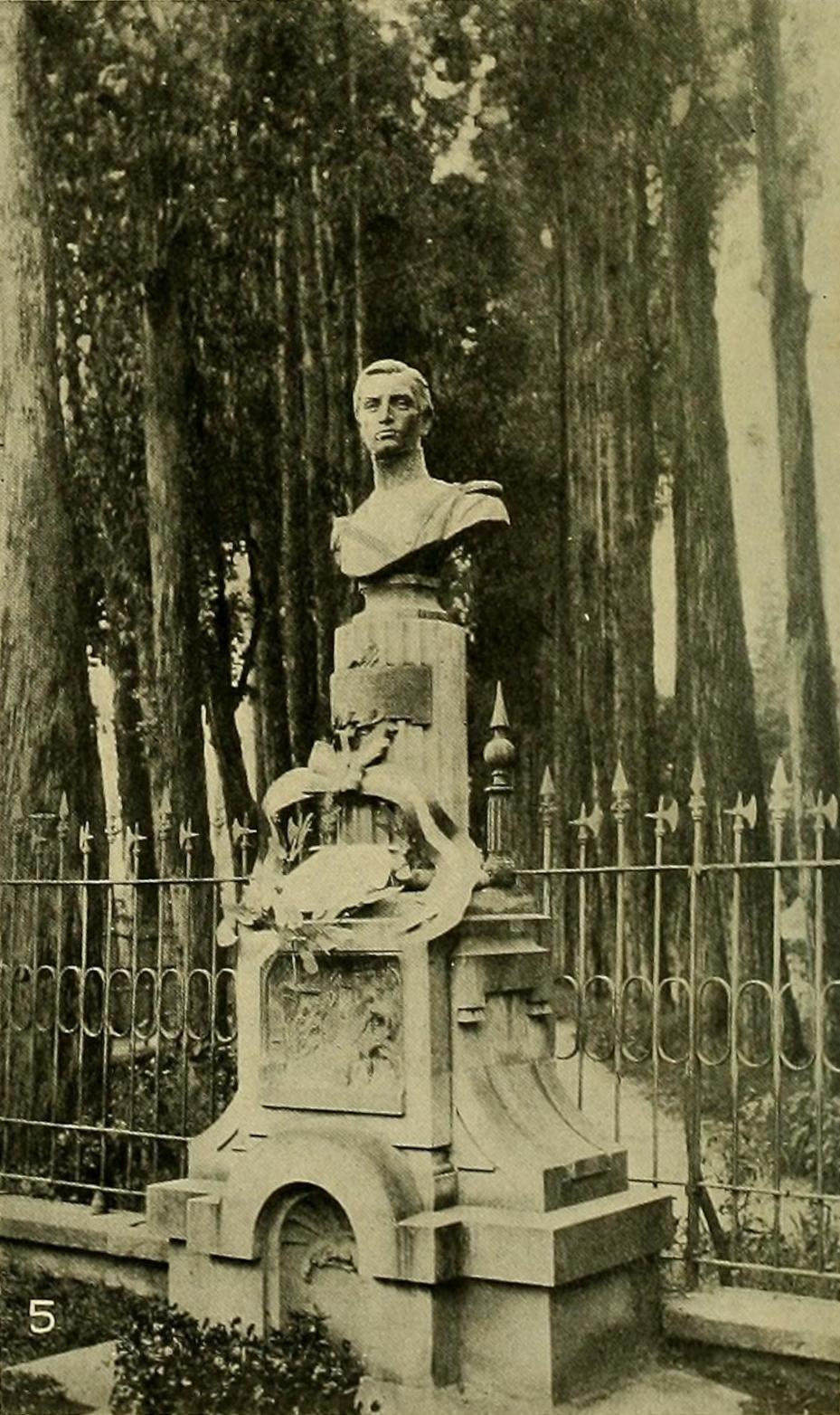
Busto de Antonio Ricaurte.

Para celebrar el centenario del nacimiento de Simón Bolívar se realizaron en Bogotá varios eventos, entre ellos el trazado del parque Centenario entre las calles Veinticinco y Veintiséis, que lo separaba del iglesia de San Diego, y entre las carrereas Séptima, que lo separaba del Parque de la Independencia, y la actual avenida carrera Trece.
El parque fue diseñado por Pierto Cantini, que también dirigió los trabajos de construcción entre 1882 y 1884. Dentro de los monumentos que se erigieron destaca el Templete del Libertador, a su vez elabora por Cantini y una estatua del Libertador de la Casa Desprey de París, con boceto de Alberto Urdaneta. Esta fue sin embargo depositada en una bóveda del Capitolio Nacional, de donde se decidió trasladarla al Puente de Boyacá, terminando sin embargo en Tunja. Por su parte, el Templete se encuentra en la actualidad en el Parque de los Periodistas, sobre el Eje Ambiental.
En 1910 se instaló un busto del prócer Antonio Ricaurte. En el extremo suroriental del parque, en 1912 la sociedad Domenico Hermanos & Cía inauguró el Gran Salón Olympia, la primera sala de exhibición de películas en la capital. Este fue más tarde demolido para dar paso a la carrera Novena.

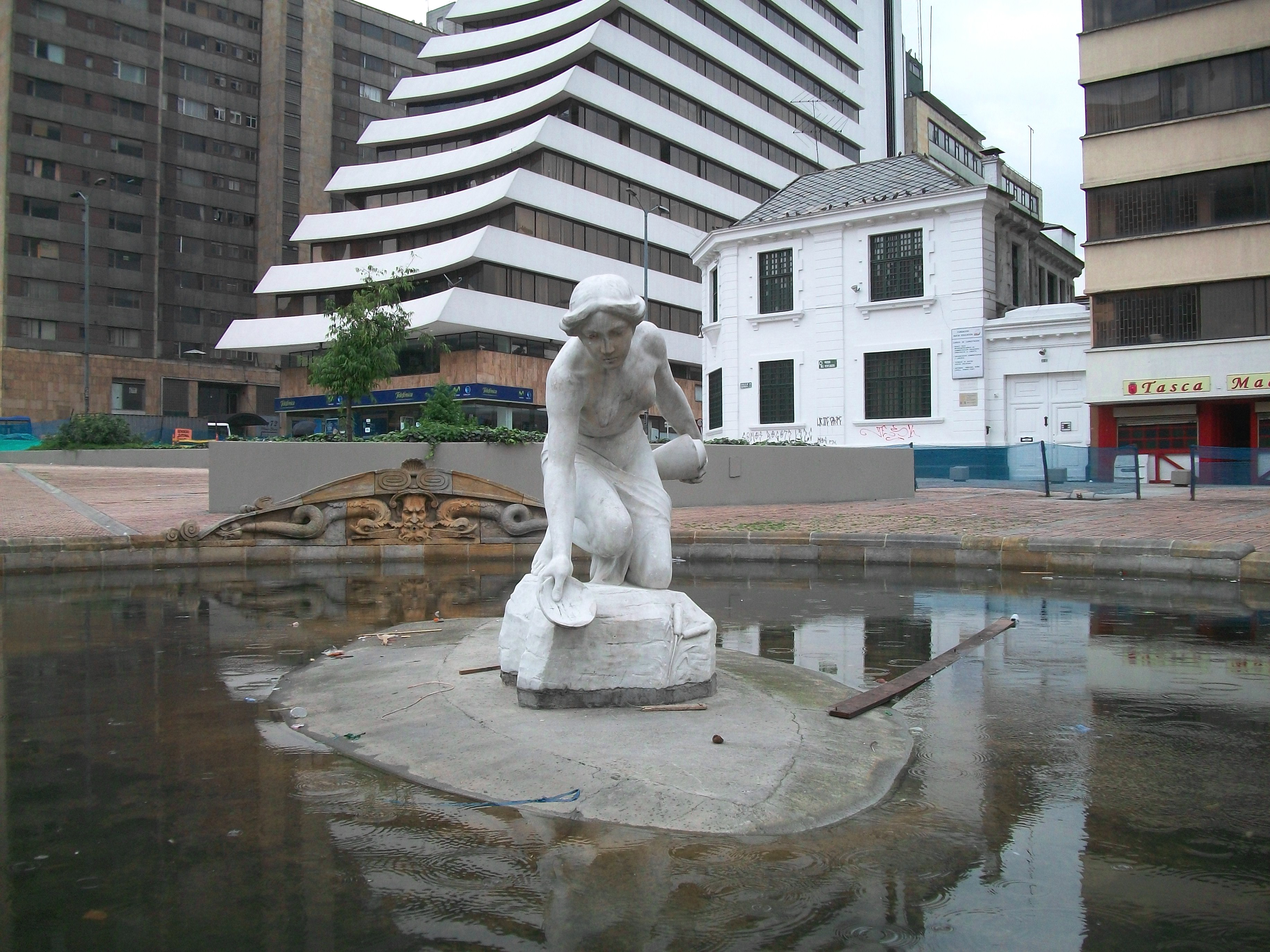
La escultura de La Rebeca en 2010.

En 1926 el entonces presidente Pedro Nel Ospina y su ministro de Obras Públicas Laureano Gómez encomendaron la remodelación del lugar a Arturo Jaramillo Concha y Roberto Martínez Romero, por lo que se hicieron prados y camellones, se plantaron diferentes especies de árboles, se instalaron fuentes de mármol, se eliminó la verja de hierro que rodeaba el lugar y se puso en funcionamiento un nuevo alumbrado. El 19 de julio de ese año, se instaló la escultura de La Rebeca, que tenía como base una peana en el centro de un espejo de agua y un cerramiento de piedra. El mismo día, se instalaron en las esquinas del lugar los bustos de los héroes de la Independencia Atanasio Girardot, José María Córdoba y Juan José Rondón, elaborados por Francisco Antonio Cano, que se sumaron al busto de Antonio Ricaurte.
Durante un par de años el parque tuvo en su costado norte el hotel Tequendama, en antiguos predios de la Escuela General de Cadetes. En 1949 fue sin embargo destruido durante la administración del alcalde Fernando Mazuera Villegas para excavar la avenida Veintiséis.
Los únicos remanentes de esta zona verde de la ciudad son La Rebeca y la fuente del Niño.